# Lange Nase

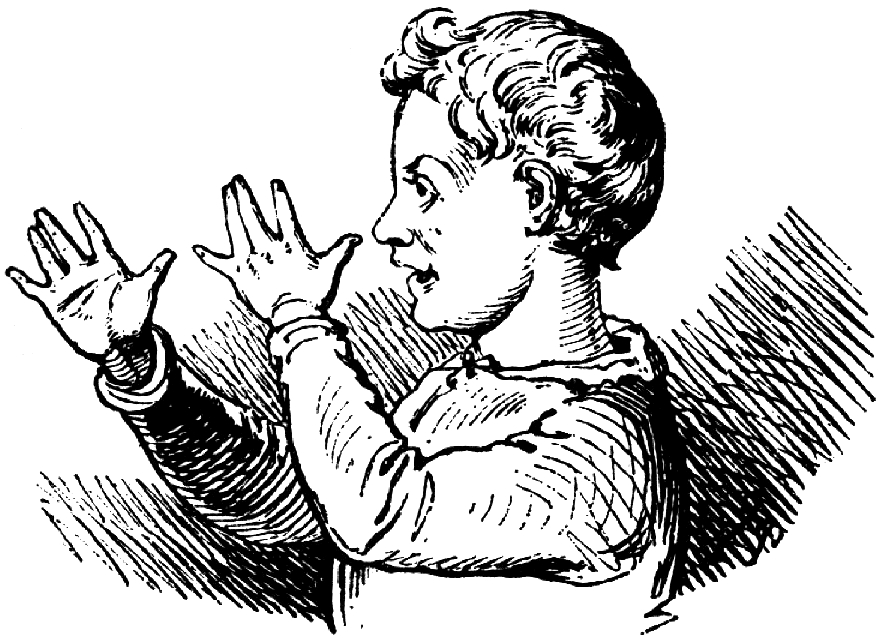
Lange Nase, beidhändig – Illustration von Vilhelm Pedersen (1820–1859)

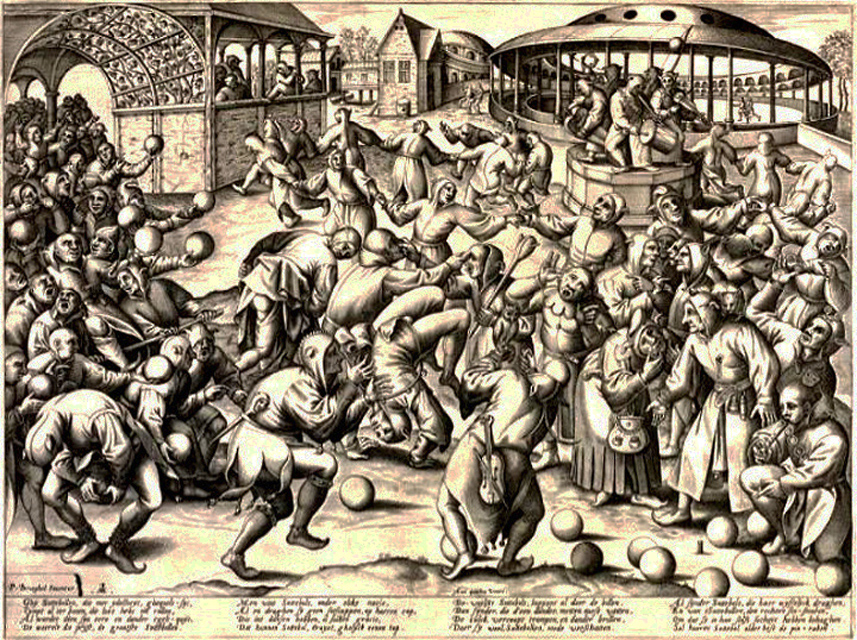
Bruegels Fest der Narren (1559). Der Narr vorne links der Bildmitte dreht eine lange Nase.

Die lange Nase ist eine in ganz Europa verstandene Geste, die Spott oder Hohn ausdrückt. Dabei hebt man eine gespreizte Hand zum Kopf, führt den Daumen an die Nasenspitze und zeigt mit dem kleinen Finger auf den Verspotteten. Untermalt wird die Beleidigung häufig mit dem Herausstrecken der Zunge oder Spottrufen wie „ätsch, bätsch“. Auf diese Geste bezieht sich auch die Redensart „jemandem eine (lange) Nase drehen“ im Sinne von „verspotten“ oder auch „austricksen.“

## Ursprung
Mit der Gebärde unterstellt man dem beleidigten Gegenüber im ganz eigentlichen Wortsinne, eine lange, das Gesicht entstellende Nase zu haben. Lange Nasen galten im Spätmittelalter als Attribut der Narren, ähnlich wie heute die rote Pappnase der Clowns. Aus Sebastian Brants Narrenschiff (1494) geht hervor, dass Narren eine lange Nasenattrappe aus Wachs trugen. Darauf bezieht sich etwa die Redewendung „eine wächserne Nase haben“ bzw. „jemandem eine wächserne Nase drehen“ im Sinne von „jemanden zum Narren halten“. Mit dem Nasenzug gibt es noch heute in der Wolfacher Fastnacht im Schwarzwald einen Brauch, bei dem nur Männer mit möglichst originell gestalteten Nasen am Fastnachtsdienstag durch die Stadt ziehen. Verwandt ist die heute besonders aus Carlo Collodis Kinderbuch Pinocchio (1881/1883) bekannte Vorstellung, dass die Nase mit jeder ausgesprochenen Lüge ein wenig wächst.
Die älteste bildliche Darstellung der Geste findet sich in einer Radierung Pieter Bruegels des Älteren, Das Fest der Narren aus dem Jahre 1559. Ein noch älteres literarisches Zeugnis findet sich im neunzehnten Kapitel des zweiten Buches von François Rabelais’ Gargantua und Pantagruel (1534), in dem Panurge mit dem Engländer Thaumast vor den Gelehrten der Sorbonne eine theologisch-philosophische Disputation austrägt, in der allerdings ausschließlich die Mittel der Pantomime zugelassen sind, so dass die Bedeutung von Panurges Geste nicht zweifelsfrei bestimmt werden kann:

„Alsogleich hob Panurge die rechte Hand in die Höhe, steckte darauf den Daumen dieser Hand in das rechte Nasenloch, während er die übrigen vier Finger gestreckt und aneinandergeschlossen parallel zum Nasengrat hielt, das linke Auge zukniff und mit dem rechten linste, wobei er Braue und Lid tief herunterdrückte.“

Auch Langnese hat mit dieser Geste zu tun; zeitweise war sie Bestandteil des Firmenlogos.
Zwischenzeitlich scheint die Geste in Teilen Europas außer Gebrauch geraten zu sein, kam aber im 18. und 19. Jahrhundert wieder auf. Offenbar wurde sie zu dieser Zeit auch als Parodie auf militärische Grüße begriffen, vergleichbar den Narrenrufen und -grüßen des rheinischen Karnevals, die oftmals militärische, höfische und kirchliche Rituale nachahmen. Zumindest in der englischen und amerikanischen Literatur des frühen 19. Jahrhunderts wird sie öfter als neuartige Kuriosität beschrieben; dabei konkurrierten verschiedene Namen wie Queen Ann’s Fan („Der Fächer der Königin Anne“), (to) cock a snook und the Shanghai gesture („die Schanghai-Geste,“ nach der Ähnlichkeit mit der als shanghai bezeichneten Zwille), die heute gängigste Bezeichnung ist to thumb one’s nose.
Im Französischen hielten sich in jedem Falle die seit dem 17. Jahrhundert belegten Redensarten avoir un pied de nez („sich bei einem Vorhaben blamieren“, wörtlich „eine einen Fuß lange Nase haben“) sowie faire un pied de nez („eine lange Nase machen, verspotten“). Victor Hugo (in Les Misérables, 1862) und Alfred Delvau (1866) beschrieben die dazugehörige Geste als typisch für das schlechte Benehmen der Pariser Gossenjungen. Im Italienischen ist die Geste unter dem Namen marameo bekannt, der ursprünglich eine Harlekinsfigur der Commedia dell’arte der Renaissancezeit bezeichnete.